# Afric Simone
Afric Simone (numele de scenă al lui Henrique Joaquim Simone; n. 10 octombrie 1939, Inhambane, Provincia Inhambane, Mozambic) este un muzician, vocalist, multi-instrumentist, dansator și animator mozambican.
În prima jumătate a anilor '60, a cântat la Maputo, capitala Mozambicului, sub numele artistic Kid-Kid. Între 1965 și 1971, Simone a lansat cinci piese sub numele artistic Monsieur Afrique.
În 1972 a fost lansat single-ul Barracuda sub numele artistic Simón el Africano. Single-ul l-a adus pe Afric pe locul 1 în topurile multor țări din America de Sud. După aceea, Simone a început să petreacă mai mult timp cântând în America de Sud, în special în Brazilia.
În 1973, managerul lui Simone a decis să plece la Londra, sperând că piața europeană va oferi mai multe oportunități artistului african. În 1974, single-ul Barracuda a fost relansat în Europa – acum sub numele artistic Afric Simone. Descoperirea așteptată nu s-a întâmplat, dar Simone și managerul său s-au confruntat cu show business-ul european, au câștigat o nouă experiență și au reușit să realizeze mai bine ce stil muzical ar putea funcționa.
La Paris, unul dintre spectacolele lui Afric Simone a fost văzut de un producător de discuri Eddie Barclay, care i-a oferit imediat un contract de înregistrare. În 1975, următorul single al lui Afric, Ramaya a fost lansat de Barclay Music în Franța și a devenit un succes, vânzându-se în peste 300.000 de exemplare. Piesa a devenit, de asemenea, un hit de vară și a intrat în top 10 în multe țări europene.
În 1975 a fost lansat următorul single, Hafanana. A devenit unul dintre puținele cântece internaționale lansat oficial în Uniunea Republicilor Sovietice Socialiste – și a câștigat pentru Afric o mare popularitate în aproape toate țările post-sovietice.
În iulie 2022, Afric Simone a evoluat la festivalul „Discoteca 80” din Cluj-Napoca.

## Discografie

### Albume
- 1974 – Mr. Barracuda (BASF, 2021932)
- 1975 – Ramaya (Barclay, 70024)
- 1976 – Aloha Playa Blanca (CNR)
- 1978 – Boogie Baby (RCA)
- 1978 – Jambo Jambo (Epic)
- 1981 – Maria Sexy Bomba De Paris (Epic)
- 1983 - Everybody Calls Me Crazy (CNR)
- 1990 – Afro Lambada (Multisonic)

### Single-uri
- 1965 - Black Dynamit / Monsieur Afrique (Ariola)
- 1969 - El Matador / Mosquito (Teldec)
- 1970 - Washboard Man / Harana (Polydor)
- 1970 - Ich bin der grösste Lacher / Mr. Watussi (Telefunken)
- 1971 - Feuer Feuer Feuer / Salt-Lake-City Train (Hansa)
- 1972 – Barracuda / Hey Safari (BASF)
- 1974 – Barracuda / Hûmbala (Ariola 1974)
- 1975 – Ramaya / Piranha (Barclay, BRCNP 40066)
- 1976 – Hafanana / Sahara (Barclay, BRCNP 40072)
- 1976 – Aloha-Wamayeh / Al Capone (Hansa, 17 586 AT)
- 1977 – Maria Madalena / Aloha (Barclay)
- 1977 – Playa Blanca / Que Pasa Mombasa (Musart, MI 30387)
- 1978 – Playa Blanca / Marabu (Barclay)
- 1980 – China Girl / Salomé (Barclay)
- 1983 - Lady Madonna Shanghai
- 1990 - Afro Lambada